# كيفن هوبكينز
كيفن هوبكينز (بالإنجليزية: Kevin Hopkins)‏ هو مدرب اتحاد الرغبي ‏ بريطاني، ولد في 29 سبتمبر 1961 في Cwmllynfell ‏ في المملكة المتحدة.